# Ambina ochreopicta
Ambina ochreopicta är en fjärilsart som beskrevs av Sir George Hamilton Kenrick 1917. Ambina ochreopicta ingår i släktet Ambina och familjen tandspinnare. Inga underarter finns listade i Catalogue of Life.